# 246 km (rejon okułowski)
246 km (ros. 246 км) – przystanek kolejowy pomiędzy miejscowościami Szurkino i Nowosielicy, w rejonie okułowskim, w obwodzie nowogrodzkim, w Rosji. Położony jest na linii Petersburg – Moskwa.